# Cunhataí
Cunhataí este un oraș în Santa Catarina (SC), Brazilia.